# Oncidium raniferum
Oncidium raniferum là một loài phong lan đặc hữu của miền đông Brasil.

## Hình ảnh

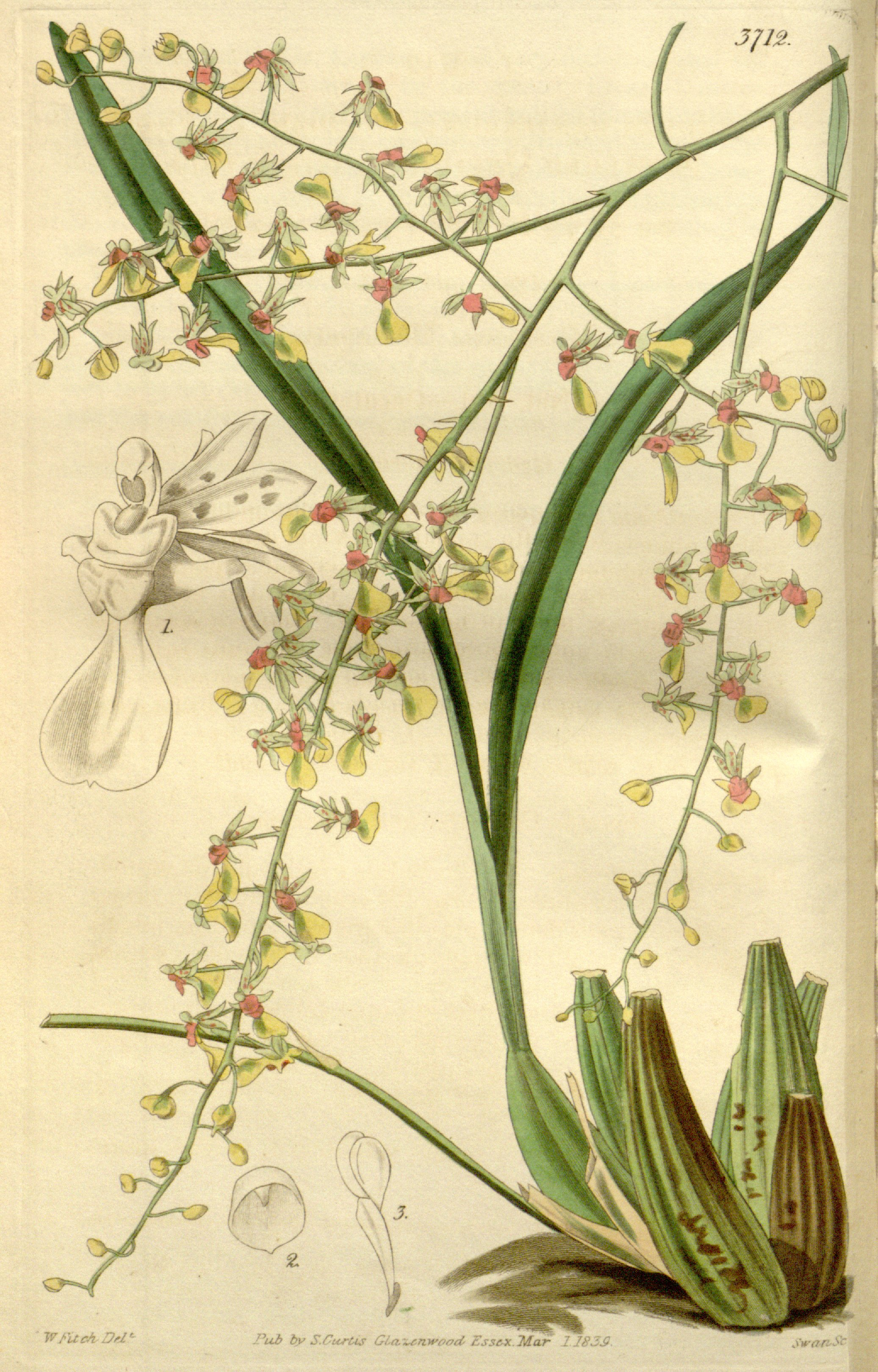